# Граф Ромни

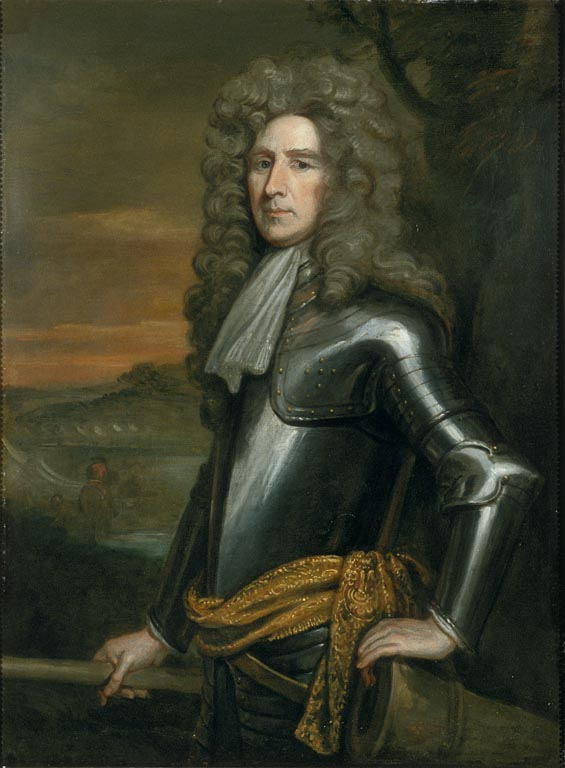
Генри Сидни, 1-й граф Ромни (1641—1704)

Граф Ромни (англ. Earl of Romney) — наследственный титул в системе Пэрства Соединённого королевства, созданный дважды в британской истории.

## История
Впервые он был создан в 1694 году для военного и политика Генри Сидни (1641—1704) в пэрстве Англии. Он еще в 1689 году получил титулы барона Милтона и виконта Сидни. Генри Сидни был младшим сыном Роберта Сидни, 2-го графа Лестера. Он не был женат, и после его смерти в 1704 году титулы вернулись короне.

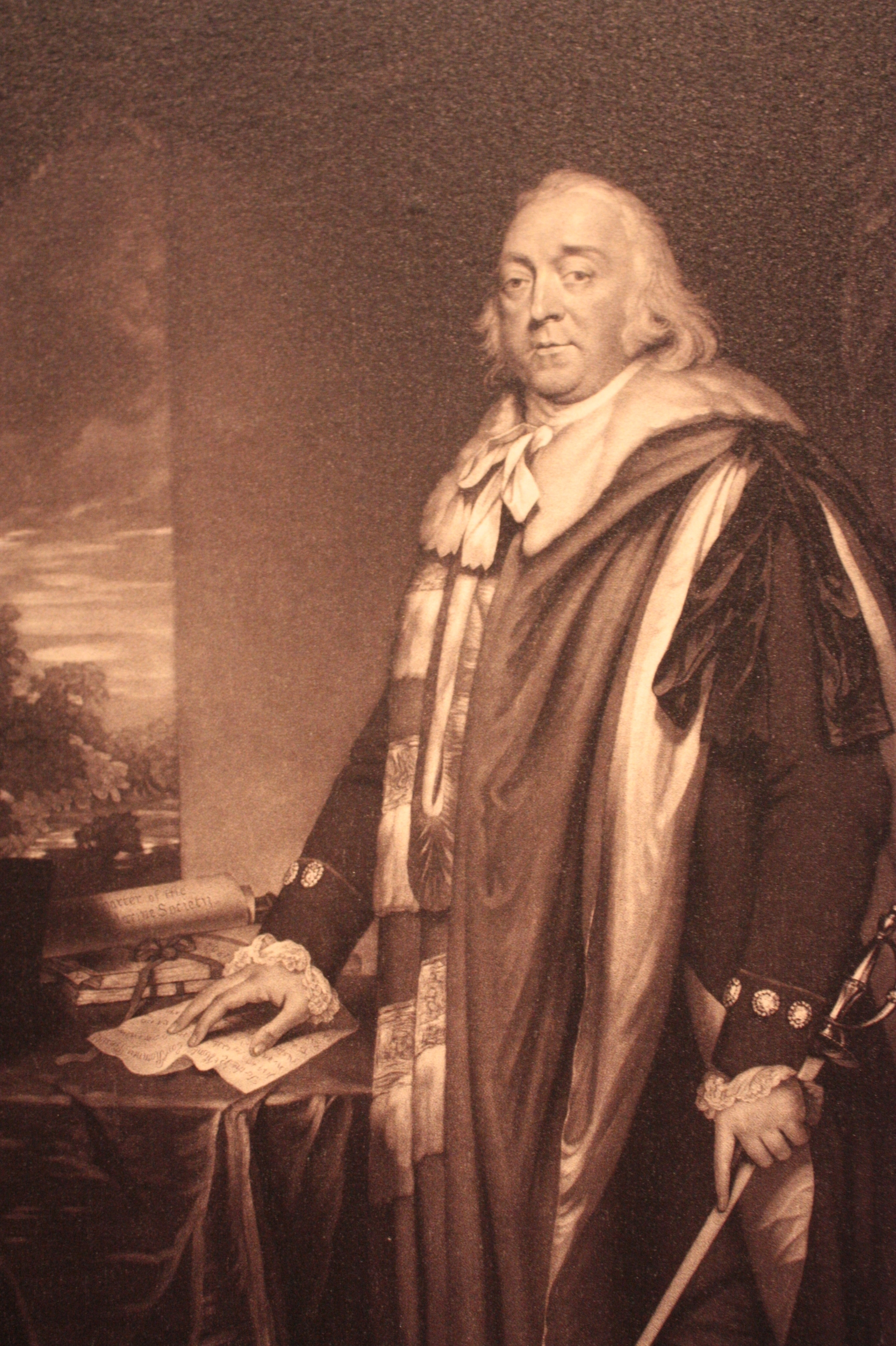
Чарльз Маршам, 1-й граф Ромни (1744—1811), портрет Уильяма Бичи, 1803 год

Вторично титул графа Ромни был воссоздан в 1801 году в пэрстве Соединённого королевства для Чарльза Маршама, 3-го барона Ромни (1744—1811). Семья Маршам происходит от сэра Джона Маршама, одного из шести секретарей Канцлерского суда (1638—1644, 1660—1680). В 1663 году для него был создан титул баронета из Какстона в графстве Кент (Баронетство Англии). Его внук, Роберт Маршам, 4-й баронет (1650—1703), был секретарем Канцлерского суда и представлял Мейдстон в Палате общин (1698—1702). Его сын, Роберт Маршам, 5-й баронет (1685—1724), также заседал в Палате общин от Мейдстона (1708—1716) и занимал пост губернатора Дуврского замка. В 1716 году он стал пэром Великобритании, получив титул барона Ромни из Ромни в графстве Кент.
Его внук, Чарльз Маршам, 3-й барон Ромни (1744—1811), представлял в Палате общин Великобритании Мейдстон (1768—1774) и Кент (1774—1790), а также служил лордом-лейтенантом Кента (1797—1808). В 1801 году для него были созданы титулы виконта Маршама из Моута в графстве Кент и графа Ромни (Пэрство Соединённого королевства). Его сменил его сын, Чарльз Маршам, 2-й граф Ромни (1777—1845). Он представлял в Палате общин Хит (1798—1801, 1801—1802, 1806—1807) и Даунтон (1803—1806). Его сын, Чарльз Маршам, 3-й граф Ромни (1808—1874), был депутатом Палаты общин от Западного Кента (1841—1845). Его сменил его сын, Чарльз Маршам, 4-й граф Ромни (1841—1905), который занимал должность лорда-в-ожидании во втором консервативном правительстве лорда Солсбери (1889—1892).
В 1975 году после смерти Чарльза Маршама, 6-го графа Ромни (1892—1975), внука 4-го графа, графский титул унаследовал его двоюродный брат, Майкл Генри Маршам, 7-й граф Ромни (1910—2004). Он был сыном подполковника достопочтенного Реджинальда Гастингса Маршама (1865—1922), второго сына 4-го графа Ромни.
По состоянию на 2025 год, обладателем графского титула являлся его кузен, Джулиан Чарльз Маршам, 8-й граф Ромни (род. 1948), принявший титул в 2004 году. Он был сыном полковника Уильяма Питера Маршама, сын достопочтенного Сиднея Эдварда Маршама, младшего сына 4-го графа Ромни.
Старое родовое гнездо — Моут-хаус в Мейдстоне в графстве Кент, а сейчас резиденций является Гейтон-Холл в Гейтоне в графстве Норфолк.

## Графы Ромни, первая креация (1694)
- 1694—1704: Генри Сидни, 1-й граф Ромни (8 апреля 1641 — 8 апреля 1704), второй сын Роберта Сидни, 2-го графа Лестера (1595—1677), и Леди Дороти Перси (1598—1659), дочери Генри Перси, 9-го графа Нортумберленда.

## Баронеты Маршам из Какстона (1663)
- 1663—1685: Сэр Джон Маршам, 1-й баронет (23 августа 1602 — 25 мая 1685), второй сын Томаса Маршама, олдермена Лондона;
- 1685—1692: Сэр Джон Маршам, 2-й баронет (1637—1692), старший сын предыдущего;
- 1692—1696: Сэр Джон Маршам, 3-й баронет (1679—1696), сын предыдущего;
- 1696—1703: Сэр Роберт Маршам, 4-й баронет (16 декабря 1650 — 25 июля 1703), сын 1-го баронета;
- 1703—1724: Сэр Роберт Маршам, 5-й баронет (17 сентября 1685 — 28 ноября 1724), сын предыдущего, барон Ромни с 1716 года.

## Бароны Ромни (1716)
- 1716—1724: Роберт Маршам, 1-й барон Ромни (17 сентября 1685 — 28 ноября 1724), сын 4-го баронета;
- 1724—1794: Роберт Маршам, 2-й барон Ромни (22 августа 1712 — 16 ноября 1794), сын предыдущего;
- 1794—1811: Чарльз Маршам, 3-й барон Ромни (28 сентября 1744 — 1 марта 1811), второй сын предыдущего, граф Ромни с 1801 года.

## Графы Ромни, вторая креация (1801)
- 1801—1811: Чарльз Маршам, 1-й граф Ромни (28 сентября 1744 — 1 марта 1811), второй сын 2-го барона Ромни;
- 1811—1845: Чарльз Маршам, 2-й граф Ромни (22 ноября 1777 — 29 мая 1845), сын предыдущего;
- 1845—1874: Чарльз Маршам, 3-й граф Ромни (30 июля 1808 — 3 сентября 1874), единственный сын предыдущего от первого брака;
- 1874—1905: Чарльз Маршам, 4-й граф Ромни (7 марта 1841 — 21 августа 1905), старший сын предыдущего;
- 1905—1933: Чарльз Маршам, 5-й граф Ромни (25 октября 1864 — 13 марта 1933), старший сын предыдущего;
- 1933—1975: Чарльз Маршам, 6-й граф Ромни (9 июля 1892—1975), единственный сын предыдущего;
- 1975—2004: Майор Майкл Генри Маршам, 7-й граф Ромни (22 ноября 1910 — 5 июня 2004), единственный сын подполковника Реджинальда Гастингса Маршама (1865—1922) и внук 4-го графа Ромни;
- 2004 — настоящее время: Джулиан Чарльз Маршам, 8-й граф Ромни (род. 28 марта 1948), единственный сын полковника Питера Уильяма Маршама (1913—1970), внук Сиднея Эдварда Маршама (1879—1952) и правнук 4-го графа Ромни;
  - Наследник: Майор Дэвид Чарльз Маршам, виконт Маршам (род. 18 апреля 1977), старший сын предыдущего.